# Leśna Jania (gromada)
Leśna Jania – dawna gromada, czyli najmniejsza jednostka podziału terytorialnego Polskiej Rzeczypospolitej Ludowej w latach 1954–1972.
Gromady, z gromadzkimi radami narodowymi (GRN) jako organami władzy najniższego stopnia na wsi, funkcjonowały od reformy reorganizującej administrację wiejską przeprowadzonej jesienią 1954 do momentu ich zniesienia z dniem 1 stycznia 1973, tym samym wypierając organizację gminną w latach 1954–1972.
Gromadę Leśna Jania z siedzibą GRN w Leśnej Jani utworzono – jako jedną z 8759 gromad na obszarze Polski – w powiecie starogardzkim w woj. gdańskim na mocy uchwały nr 23/III/54 WRN w Gdańsku z dnia 5 października 1954. W skład jednostki weszły obszary dotychczasowych gromad Leśna Jania (bez osady Grabowiec) i Słuchacz, ponadto miejscowości Kościelna Jania i Stara Jania z dotychczasowej gromady Kościelna Jania oraz miejscowość Kopytkowo (bez obszaru parcel kat. Nr Nr 269/43 – część, 270/44, 272/35, 271/36, 273/27, 274/34, 275/27, 284/86 i 286/85 – część z obrębu kat. Kopytkowo, i bez miejscowości Smętówko) z dotychczasowej gromady Kopytkowo – ze zniesionej gminy Leśna Jania w tymże powiecie. Dla gromady ustalono 13 członków gromadzkiej rady narodowej.
1 stycznia 1959 do gromady Leśna Jania włączono obszar zniesionej gromady Frąca w tymże powiecie.
1 stycznia 1972 gromadę zniesiono, a jej obszar włączono do gromady Smętowo Graniczne w tymże powiecie.